# Tế bào mầm

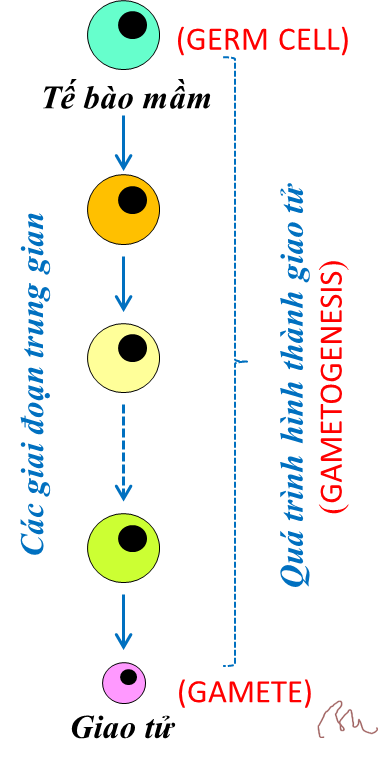
Tế bào mầm là tế bào khởi đầu tạo giao tử.

Tế bào mầm là tế bào có thể khởi tạo ra giao tử của động vật đa bào hữu tính qua quá trình hình thành giao tử.
- Thuật ngữ "tế bào mầm" bắt nguồn từ tiếng La Tinh Cellula germinativa, đã được dịch là: "germ cell" (tiếng Anh), "cellules germinales" (tiếng Pháp), "célula germinal" (tiếng Tây Ban Nha), "Urkeimzelle" (tiếng Đức) v.v đều có nội hàm như vậy.
- Tuy nhiên cũng có một số quan niệm khác:

Một vài tài liệu lại cho rằng tế bào mầm là giao tử có bộ nhiễm sắc thể đơn bội - nói cách khác, tế bào mầm là tế bào sinh dục đơn bội.
Lại có tài liệu cho rằng: tế bào mầm là tế bào sinh dục ở bất kỳ giai đoạn nào trong quá trình phát triển từ tế bào sinh dục nguyên thủy cho đến giao tử trưởng thành.
Ở Việt Nam, trong một thời gian dài trước kia và cả trong trình độ phổ thông hiện hành, nội dung khái niệm này (nội hàm) còn được gọi bằng tên (ngoại diên) là tế bào sinh dục sơ khai. Cách gọi này dễ hiểu, hàm ý so sánh với tế bào sinh dưỡng, tuy nhiên có thể gây bỡ ngỡ (xem tế bào xôma và tế bào sinh dục).
Những giới thiệu trên chứng tỏ còn có sự chưa thống nhất hoàn toàn về nội hàm của khái niệm "tế bào mầm" và có thể gây hiểu nhầm.

## Tổng quan

### Lược sử
Gần cuối thế kỉ XVII, con người phát minh ra kính hiển vi, nhờ đó biết được tế bào là đơn vị cấu tạo nên cơ thể sinh vật. Khoảng giữa thế kỉ XIX, học thuyết tế bào ra đời, trong đó có phân biệt tế bào sinh dưỡng (giờ thường gọi là tế bào xôma) và tế bào sinh dục.
Khi học thuyết tiến hoá phát triển, thì vấn đề về quá trình di truyền (thời đó gọi là sự kế thừa) trong tiến hoá được đặt ra: Vậy tế bào sinh dưỡng hay tế bào sinh dục đóng vai trò quan trọng hơn trong di truyền?
Có thể cho rằng August Weismann đã đề xuất khái niệm "tế bào mầm" trong lý thuyết dòng mầm ("Keimplasmatheorie") của ông từ cuối thế kỉ XIX, trong đó ông cho rằng chất mầm (tiếng Đức: Keimplasma) là thông tin di truyền mà bố mẹ truyền cho con qua các tế bào nằm ở tuyến sinh dục (buồng trứng và tinh hoàn), gọi là Keimzellen (giao tử) chứ không phải qua tế bào sinh dưỡng. Giao tử đực và giao tử cái chứa "chất mầm" này hợp nhất với nhau trong thụ tinh tạo thành hợp tử, rồi hợp tử phát triển thành cơ thể con kế thừa đặc điểm của bố mẹ. Đến đời con chất mầm cứ thế được truyền đến các thế hệ sau, tạo thành "dòng mầm" liên tục qua các thế hệ. Như vậy, khái niệm "tế bào mầm" dùng để chỉ loại tế bào đóng vai trò chuyển vật chất di truyền từ bố mẹ cho con.

### Nội dung khái niệm
Do sự phát triển nhanh chóng của khoa học và công nghệ, các thành tựu nghiên cứu phôi học ngày càng nhiều, đồng thời cũng phát sinh nhiều khái niệm mới, khá phức tạp và dễ nhầm lẫn với nhau. Dưới đây điểm qua những nội dung chính của khái niệm "tế bào mầm" hiện nay.
- Tế bào mầm chỉ có ở động vật đa bào sinh sản hữu tính, là loại tế bào phát sinh ra giao tử. Còn ở thực vật, thì giao tử được hình thành từ tế bào xôma chưa biệt hoá.
- Tế bào mầm là tế bào khởi đầu quá trình hình thành giao tử (giao tử đực hoặc giao tử cái), nhưng tế bào mầm không phải là giao tử.
- Tế bào mầm trong những điều kiện đặc biệt còn có thể phát sinh ra bất kì một loại tế bào nào khác, giống như tế bào gốc (stem cell). Tế bào mầm có một vị trí đặc biệt trong vòng đời cá thể, vì chúng có đặc tính tái tạo thường được gọi là tính toàn năng trong phát triển.
- Tế bào mầm tạo ra giao tử, góp phần vào sự liên tục giữa các thế hệ sinh vật, nhưng nó không "bất tử" nếu riêng lẻ. Khi nó tạo ra dòng mầm (germline), được di truyền (kế thừa) từ thế hệ này sang thế hệ khác, đảm bảo sự liên tục của sự phát triển đa bào, thì có thể được coi là "bất tử".
- Tế bào mầm là thành phần trung tâm trong quá trình sinh sản hữu tính của động vật đa bào sinh sản hữu tính. Nhờ chúng mà tạo ra con đường truyền bộ gen và cả tế bào chất của thế hệ trước cho thế hệ tiếp theo. Con đường này trải qua quá trình giảm phân (meiosis) và hình thành giao tử (gametogenesis) là những quá trình chỉ có cho các tế bào mầm.
- Các tế bào mầm có bộ nhiễm sắc thể lưỡng bội (2n) tạo ra các giao tử đực (tinh trùng) và giao tử cái (noãn) có bộ nhiễm sắc thể đơn bội (n) bằng 1/2 ban đầu qua quá trình giảm phân.
- Bởi vì tế bào xôma là tế bào bất kỳ loại trừ tế bào mầm, tế bào sinh dục và tế bào gốc,[3][12] nên ta có thể nói rằng:
  - Trong cơ thể động vật có hai nhóm tế bào: nhóm tế bào xôma (đã chuyên hoá) và nhóm tế bào mầm.
  - Tế bào mầm có thể phát sinh ra tế bào gốc (từ đó phát sinh ra mô xôma chuyên hoá).
  - Tế bào mầm có thể phát sinh ra tế bào sinh dục (gồm tế bào sinh giao tử - gametocyte và giao tử đơn bội).

### Khái niệm liên quan
Hiện nay, trong quá trình phát triển của khoa học và công nghệ, trên các tài liệu khoa học đã xuất hiện một số khái niệm tương đối mới có liên quan tới vấn đề này.
- Trong quá trình phát triển phôi của nhiều loài động vật (kể cả người), thì một dòng tế bào mầm chưa chuyên hoá ở quá trình phát triển sớm nhất của phôi, chưa "định cư" ở tuyến sinh dục, nếu được đặt vào những điều kiện tương thích đặc biệt sẽ có khả năng phát sinh giao tử, cũng như có khả năng phát triển thành cả một cơ quan hoàn chỉnh. Người ta gọi dòng này là tế bào mầm phôi (Embryonic Germ Cell, viết tắt: EGC).[15][16]
- Trong quá trình phát triển phôi sớm của tất cả các động vật có xương sống, một số tế bào được tự nhiên chọn ra từ rất sớm thành như là "tổ tiên" sinh ra giao tử, thì nhóm tế bào này được gọi là tế bào mầm nguyên thủy (Primordial Germ Cells, viết tắt: PGC).[17] Nhóm này được "đặt sang một bên" cho đến thời kỳ thành thục sinh dục, chúng sẽ  phát sinh tế bào mầm đực hoặc tế bào mầm cái  rồi phát sinh ra giao tử (noãn hoặc tinh trùng); chẳng hạn ở con đực, tế bào mầm đực là "tổ tiên" của tế bào gốc tinh trùng, rồi từ đó mới sinh ra tinh trùng. Sau đó, sự hợp nhất của trứng và tinh trùng trong thụ tinh sau giao phối sẽ tạo thành hợp tử rồi phát triển thành phôi được bắt đầu. Việc sản sinh nhóm PGC ("tổ tiên") mới lại bắt đầu chu kỳ như thế.[17][18]
- Ở thực vật, ngay cả trong ngành thực vật có hoa là nhóm tiến hoá nhất cũng không có tế bào mầm theo nghĩa đã trình bày ở trên. Thực vật có giai đoạn sinh dưỡng và giai đoạn sinh sản tách riêng nhau rõ rệt, mà giao tử của chúng (tinh tử và noãn) hình thành từ tế bào xôma khi cơ thể thực vật đã chuyển sang quá trình hình thành cơ quan sinh sản, như hoa của Hạt kín. Tuy nhiên, những hiểu biết mới về các cơ chế phân tử của sự phát sinh giao tử đã dẫn đến khái niệm mới lạ: tế bào mầm đực ở thực vật và hiểu biết về cơ chế điều hoà gen của dòng này (male germ-line cells) cũng như dòng tế bào không phải là mầm đực (non-male germ-line cells).[18]
- Từ "mầm" gợi đến như mầm của cái cây có thể mọc ra một bộ phận, một cơ quan; do đó một số tài liệu và báo chí còn dùng để chỉ dòng tế bào có khả năng "mọc" ra cả một bộ phận của cơ thể. Ví dụ như tế bào mầm gan, tế bào mầm tóc, v.v mà lẽ ra nên gọi là tế bào gốc.

## Hoạt động của tế bào mầm

### Di cư
Các tế bào mầm nguyên thủy (PGC) xuất hiện đầu tiên trong quá trình phát triển của phôi động vật, thì vừa phân chia lại vừa di chuyển từ vị trí ban đầu chúng sinh ra  trong phôi, qua ruột rồi mới đến tuyến sinh dục vào thời kì phát triển. Sự di chuyển này, trong phôi học gọi là di cư (xem video ở H.2). Vậy là nhóm PGC này "di cư" trong quá trình phát triển cá thể, rồi "định cư" tại buồng trứng (ở con cái) và tinh hoàn (ở con đực). Khi cơ thể sinh vật trưởng thành về mặt sinh dục, thì PGC phát sinh ra giao tử qua quá trình hình thành giao tử.

### Hình thành giao tử
- Nếu PGC ở cơ thể động vật cái, thì "số phận" của nó là trở thành tế bào mầm cái hay có dịch giả đã gọi là noãn nguyên bào sơ khai. Do đó, sự điều hoà gen xảy ra "buộc" nó phải phát sinh ra giao tử cái là trứng (hay noãn). Chi tiết xem ở trang Hình thành giao tử và trang Sự tạo noãn.
- Nếu tế bào mầm ở cơ thể động vật đực, thì "số phận" của nó là phải trở thành tế bào mầm đực, được gọi là tế bào gốc tinh trùng hay có dịch giả đã gọi là tinh nguyên bào sơ khai. Do đó, sự điều hoà gen xảy ra "buộc" nó phải phát sinh ra giao tử đực là tinh trùng hay tinh tử. Chi tiết xem ở trang Hình thành giao tử và trang Sự tạo tinh.
- Video sau đây mô tả sự di cư dòng PGC ở cá chình Nhật Bản.

## Tóm tắt
Có thể kết luận tóm tắt như sau:
- Ở động vật đa bào sinh sản hữu tính, mỗi cơ thể con đều khởi đầu từ hợp tử là kết quả hợp nhất của trứng với tinh trùng trong thụ tinh. Trong quá trình hợp tử phát triển thành phôi thai sẽ phát sinh ra 2 dòng tế bào chính: dòng tế bào mầm và dòng tế bào xôma. Các tế bào mầm sẽ di cư rồi định cư ở tuyến sinh dục; còn các tế bào xôma cấu trúc nên tất cả các bộ phận của một cơ thể.
- Ở tuyến sinh dục, tế bào mầm là tế bào "tổ tiên" của giao tử. Chỉ có tế bào mầm mới có khả năng tham gia hình thành giao tử, trong đó bắt buộc phải có giảm phân, từ đó giao tử mới được phát sinh.
- Tế bào mầm là loại tế bào duy nhất vừa có khả năng tự tái tạo, lại vừa có khả năng chuyển thông tin di truyền từ thế hệ này sang thế hệ khác.
- Tế bào mầm (germ cell) không phải là tế bào gốc (stem cell), nhưng có tiềm năng phát sinh ra tế bào gốc.
- Nghịch nghĩa với tế bào mầm là tế bào xôma (tế bào sinh dưỡng).